# Якубов Алішер Русланович
Алішер Русланович Якубов (* 30 липня 1992, Гурлен, Хорезмська область, Узбекистан) — український футболіст, нападник.

## Життєпис

### Клубна кар'єра
Вихованець ДЮСШ «Колос» село Нігин, Кам'янець-Подільського району, ДЮСШ-2 (місто Кам'янець-Подільський). На дорослому рівні розпочав виступи в районних та обласних змаганнях, зокрема у складі команд «Товтри» (Нігин), «Атланта» (Камʼянець-Подільський) та «Нива» (Теребовля). Професійну карʼєру розпочав у чернівецькій «Буковині», в складі якої лише одного разу вийшов на поле.
У 2016 році приєднався до відродженого «Поділля». В сезоні 2016/17 був одним з лідерів команди, та її найкращим бомбардиром, відзначившись 11 голами в 29 матчах. Під час літнього міжсезоння перебував на перегляді в полтавській «Ворсклі», однак до підписання контракту справа не дійшла. Влітку 2017 року на правах оренду перейшов до першолігових «Балкан», де виступав до завершення першості. Після цього знову виступав за «Поділля». 2019 року підписав вже повноцінний контракт із «Балканами» та виступав за них до літнього міжсезоння.
У 2021 році зіграв 4 матчі за «Гірник-Спорт». У тому ж році перейшов до «Епіцентру».

### В збірній
Будучи студентом, викликається у національну студентську збірну України. У серпні 2017 року вирушив на XXIX всесвітню літню Універсіаду у тайванське місто Тайбей, де за підсумками студентська збірна України під керівництвом Анатолія Бузника посіла 7 місце.